# W-League
Este artículo trata sobre la liga femenina de Estados Unidos y de Canadá. Para ver el artículo sobre el campeonato australiano del mismo nombre, véase W-League (Australia).
La USL W-League fue el segundo nivel en competición de fútbol femenino en el sistema de ligas de fútbol de los Estados Unidos, la liga fue extinta en el 2015.
El W-League conserva la característica de algunas competencias estadounidenses consistente en ser una liga cerrada: solo participan clubes que pagan para entrar en la liga. No hay sistema de relegación-promoción y los 29 equipos (22 estadounidenses y 7 canadienses) son repartidos en 3 conferencias (este, Central, Oeste). La temporada se acaba por eliminatorias (playoffs en inglés).
La gran mayoría de las jugadoras vienen de Estados Unidos y Canadá, pero otras vienen de Europa, de América del Sur, de Australia, de Nueva Zelanda y de Japón. La W-League es reconocida actualmente por ser considerada un "trampolín" para que las futuras jugadoras sean reconocidas mundialmente, además de darles la oportunidad a jóvenes universitarias para que puedan desempeñarse junto a jugadoras profesionales sin que tengan que abandonar sus estudios. La W-League es administrada por la United Soccer Leagues (USL), la cual también tiene a su cargo la administración de las distintas divisiones del fútbol masculino (excepto la Major League Soccer y la United States Adult Soccer Association). W-League entretiene una colaboración estrecha con USL en cuanto a la formación de las jóvenes chicas: el Super Y-League (chica U-13, U-14, U-15, U-16 y U-17) y el Super League-20 (chica U18, U19 y U20). Esta estructura piramidal permite el seguimiento de un programa de desarrollo continuo de las jugadoras, desde su principio en Super Y-League, luego hacia Super-20, hasta W-League. Mucho equipo W-League inscribe en Super Y-League y Super League-20 los equipos de reserva.

## Historia
La temporada inaugural de la W-League fue en 1995. Originalmente fue llamada como la United States Interregional Women's League (Liga Interregional Femenina de los Estados Unidos), para luego renombrarse con el nombre que lleva actualmente. Aunque en sus inicios algunas franquicias estaban apenas por encima del nivel amateur, la liga le dio la oportunidad a muchas jugadoras profesionales para mostrar sus dotes futbolísticos. Con jugadoras profesionales elevando el nivel de juego, la liga tuvo un debut muy convincente.
Desde 1995 hasta la temporada 1997, la liga tenía un formato único (todos los equipos en la misma división). Antes del inicio de la temporada 1998, se anunció que la liga se convertiría en un campeonato de 2 divisiones, llamándose la primera W-1 y la segunda, W-2. El cambio se hizo efectivo en la temporada 2001. Sin embargo, la liga volvió al actual formato en la temporada 2002.
En el momento de la temporada 2010, el campeonato femenino cuenta 29 equipos, repartidos en 3 conferencias, entre las que están siete formaciones canadienses. La temporada en W-League es muy corta: empieza en mayo con los campos de entrainement pretemporada y se acaba a finales de julio / por principio de agosto en el momento de un fin de semana donde son organizados los semifinales y los finales del campeonato. Además, esta temporada corta completa durante verano la experiencia estadounidense de las jugadoras de National Collegiate Athletic Association NCAA  (enlace roto disponible en Internet Archive; véase el historial, la primera versión y la última)., así como los programas de los equipos universitarios canadienses (CIS-SIC) http://francais.cis-sic.ca/sports/wsoc/index Archivado el 21 de diciembre de 2016 en Wayback Machine. Soccer féminin . Las 2 asociaciones (NCAA y CIS-SIC) estando en escala escolar. Más de la temporada corta y estival de W-League ofrece la posibilidad para jugadoras de otros países de venir para jugar algunos meses a los Estados Unidos y a Canadá.

## Equipos de la W-League (2010)

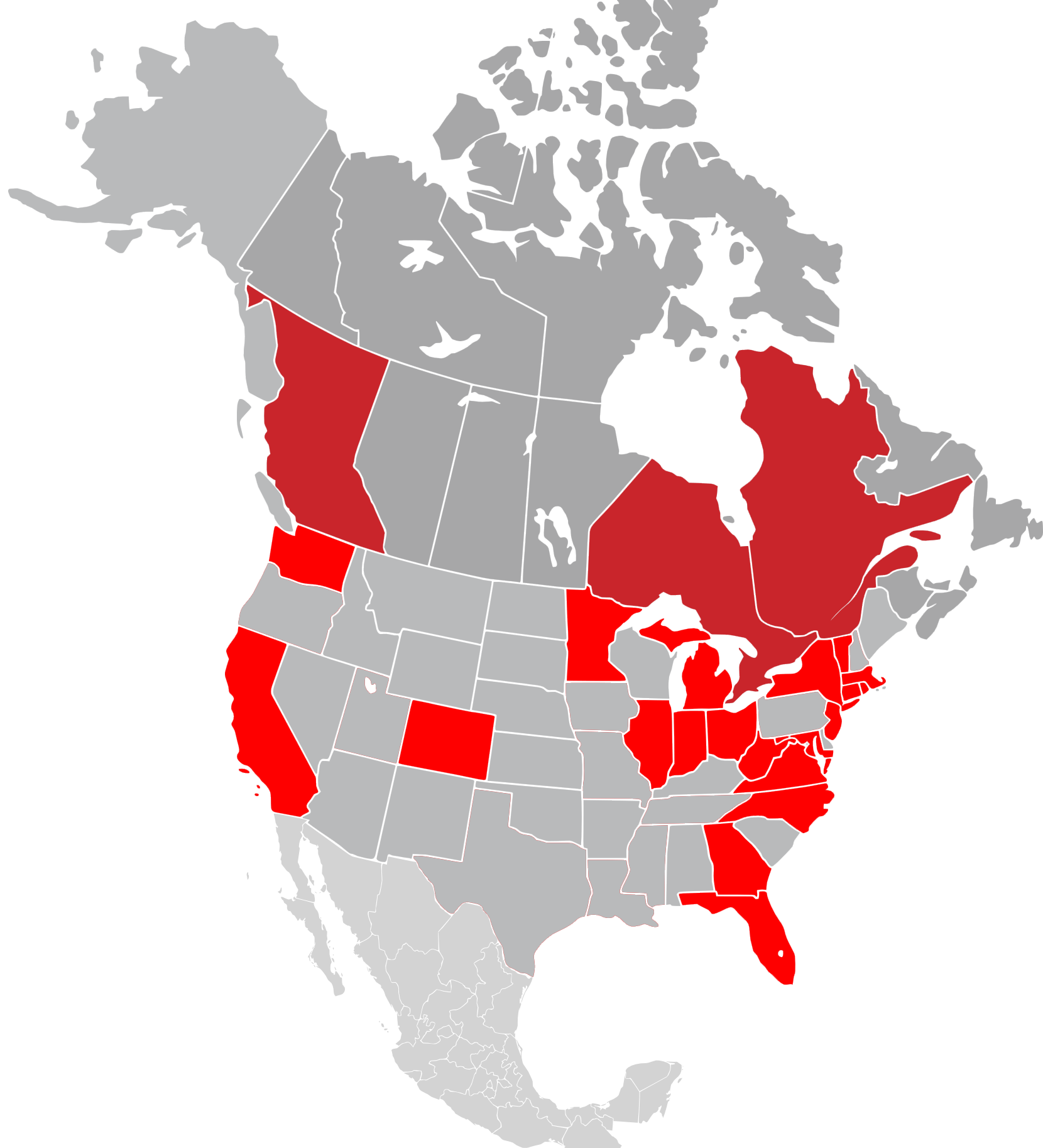
Los Estados de los EE. UU con equipos de Liga de w son destacados en Provincias rojas, canadienses con equipos de Liga de w están en el rojo oscuro

Cada equipo juega 12 o 14 partidos durante la temporada regular, dentro de su división, o de su conferencia para los equipos de la Conferencia oeste. Las jugadoras juegan por término medio dos partidos cada semana, veces tres partidos. Es una temporada muy comprimida sobre el mayo, el junio y julio. El campeón de la liga es coronado en el momento de un torneo de campeonato apreciado a finales de julio y principios de agosto, y en los cuales participan cuatro equipos:
- El campeón de la temporada regular (mejor ficha de las tres conferencias),
- El equipo campeona de cada una de las conferencias, determinada por un minitorneo en cada conferencia.

Este torneo comprende dos semifinales, final y un partido para el tercer plaza. * En negrita las actuales campeonas

### Conferencia este

#### División noreste
- NJ Rangers  NJ
- North Jersey Valkyries  NJ
- Hudson Valley Quickstrike Lady Blues NY
- Long Island Rough Riders  NY
- New Jersey Wildcats  NJ
- New York Magic  NY
- Washington Freedom Futures  DC

#### División Atlántica
- Atlanta Silverbacks Women  GA
- Charlotte Lady Eagles  NC
- Hampton Roads Piranhas  VA
- Northern Virginia Majestics  VA
- Tampa Bay Hellenic  FL

### Conferencia Central

#### División Medio-Oeste
- Chicago Red Eleven  IL
- Cleveland Internationals Women  OH
- Kalamazoo Outrage  MI
- London Gryphons  ON
- Buffalo Flash  NY

#### División de los Grandes Lagos
- Hamilton Avalanche  ON
- Comètes de Laval  QC
- Ottawa Fury Women  ON
- Rochester Ravens  NY
- Toronto Lady Lynx  ON
- Amiral SC de Quebec QC

### Conferencia Oeste
- Colorado Force  CO
- Santa Clarita Blue Heat  CA
- Pali Blues  CA
- Colorado Rush  CO
- Seattle Sounders Women  WA
- Vancouver Whitecaps Women  BC

## Clubes recientemente admitidos
Para la temporada 2010, 3 nuevos clubs de expansión: Colorado Rush, New Jersey Valkyries et New Jersey Rangers.

## Miembros Antiguos
Muchos equipos de W-League desaparecieron en el curso de los años. Al principio de la existencia de la liga: en la intertemporada 1996-1997, varios equipos del oeste del continente se fueron W-League para fundar otra liga: Women's Premier Soccer League (WPSL). Varios de estos equipos femeninos estaban descontentas decisiones de W-League de esta época. El WPSL es una liga de clubs aficionados https://web.archive.org/web/20171101043239/http://www.wpsl.info/ .
Luego en el curso de los últimos años, él tenido allí numerosos equipo W-League que tiene cerrarse por falta de recursos financieros adecuados. La última crisis económica en los Estados Unidos hizo perder en W-League más de trece equipos estadounidenses durante la intertemporada 2009-2010. Varios equipos tienen cerrarse definitivamente pero algunos unas tienen reorientarse sus actividades hacia un estatuto aficionado y hacia costes menos elevados de funcionamiento, esto adhiriéndose a ella De WPSL. 
- Arizona Heatwave  AZ
- Asheville Splash  NC
- Boston Renegades  MA
- Brandenton Athletics  FL
- Calgary Wildfire  AL
- Carolina Dynamo  NC
- Carolina Railhawks  NC
- Cincinnati Ladyhawks  OH
- Central Florida Krush  FL
- Chicago Cobras  IL
- Cocoa Expos Women  FL
- Columbus Lady Shooting Stars  OH
- Connecticut Passion  CT
- Detroit Jaguars  MI
- Edmonton Aviators Women  AL
- FC Indiana  IN
- Fort Collins Force  CO
- Fort Wayne Fever  IN
- Fredericksburg Lady Gunners  VA
- Indiana Blaze  IN
- Michigan Hawks  MI
- Minnesota Lightning  MN
- Mile High Edge  CO
- Montreal Xtreme  QC
- New Hampshire Lady Phantoms  NH
- New Jersey Lady Stallions  NJ
- Northern Kentucky TC Stars  KY
- Northern Virginia Majestics  VA
- Los Angeles Legends  CA
- Jersey Sky Blue  NJ
- Rhode Island Lady Stingrays  NJ
- Richmond Kickers Destiny  VA
- San Diego Sunwaves  CA
- South Jersey Banshees  NJ
- St. Louis Archers  MO
- Sudbury Canadians  ON
- Toronto Inferno  ON
- Ventura County Fusion  CA
- Vermont Lady Voltage  VT
- West Michigan Firewomen  MI
- West Virginia Illusion  WV
- Western Mass Lady Pioneers  MA
- Windy City Bluez  IL

## Palmarés
- Nota: Entre las temporadas 1998 y 2001, la liga estuvo compuesta por dos divisiones; la W-1 y la W-2.

| Temporada | Campeón                                            | Subcampeón                                          |
| --------- | -------------------------------------------------- | --------------------------------------------------- |
| 1995      | Long Island Lady Riders                            | Southern California Nitemares                       |
| 1996      | Maryland Pride                                     | Dallas Lightning                                    |
| 1997      | Long Island Lady Riders                            | Chicago Cobras                                      |
| 1998      | Raleigh Wings (W-1) Fort Collins Force (W-2)       | Boston Renegades (W-1) Hampton Roads Piranhas (W-2) |
| 1999      | Raleigh Wings (W-1) North Texas (W-2)              | Chicago Cobras (W-1) Springfield Sirens (W-2)       |
| 2000      | Chicago Cobras (W-1) Springfield Sirens (W-2)      | Raleigh Wings (W-1) Charlotte Lady Eagles (W-2)     |
| 2001      | Boston Renegades (W-1) Charlotte Lady Eagles (W-2) | Vancouver Whitecaps Women (W-1) Memphis FC (W-2)    |
| 2002      | Boston Renegades                                   | Charlotte Lady Eagles                               |
| 2003      | Hampton Roads Piranhas                             | Chicago Cobras                                      |
| 2004      | Vancouver Whitecaps Women                          | New Jersey Wildcats                                 |
| 2005      | New Jersey Wildcats                                | Ottawa Fury Women                                   |
| 2006      | Vancouver Whitecaps Women                          | Ottawa Fury Women                                   |
| 2007      | Washington Freedom                                 | Atlanta Silverbacks Women                           |
| 2008      | Pali Blues                                         | FC Indiana                                          |
| 2009      | Pali Blues                                         | Washington Freedom                                  |
| 2010      | Buffalo Flash                                      | Vancouver Whitecaps Women                           |
| 2011      | Atlanta Silverbacks Women                          | Ottawa Fury Women                                   |
| 2012      | Ottawa Fury Women                                  | Pali Blues                                          |
| 2013      | Pali Blues                                         | Laval Comets                                        |
| 2014      | Los Angeles Blues                                  | Washington Spirit Reserves                          |
| 2015      | Washington Spirit Reserves                         | Colorado Pride                                      |